# Kanazawa Seaside Line
| Triebwagen der Baureihe 2000 bei Nojimakōen |                       |                             |                             |
| |                       |                             |                             |
| Streckenlänge: | 10,8 km               |                             |                             |
| Spurweite: | 1700 mm               |                             |                             |
| Stromsystem: | 750 V =               |                             |                             |
| Streckengeschwindigkeit: | 60 km/h               |                             |                             |
| Zweigleisigkeit: | ganze Strecke         |                             |                             |
| |                       |                             |                             |
| Gesellschaft: | Yokohama Seaside Line |                             |                             |
| \| \| \| ↔ Negishi-Linie \| \| \| \| 0,0 \| Shin-Sugita (新杉田) \| Shin-Sugita (新杉田) \| \| \| 1,3 \| Nambu-Shijō (南部市場) \| Nambu-Shijō (南部市場) \| \| \| 2,2 \| Torihama (鳥浜) \| Torihama (鳥浜) \| \| \| 2,8 \| Namiki-Kita (並木北) \| Namiki-Kita (並木北) \| \| \| \| Tomioka-gawa \| \| \| \| 3,5 \| Namiki-chūō (並木中央) \| Namiki-chūō (並木中央) \| \| \| \| Depot \| \| \| \| 4,3 \| Sachiura (幸浦) \| Sachiura (幸浦) \| \| \| 5,0 \| Sangyōshinkō Center \| Sangyōshinkō Center \| \| \| \| (産業振興センター) \| \| \| \| 5,6 \| Fukuura (福浦) \| Fukuura (福浦) \| \| \| 6,3 \| Shidai-Igakubu (市大医学部) \| Shidai-Igakubu (市大医学部) \| \| \| \| Shiba-Fischereihafen \| \| \| \| 7,5 \| Hakkeijima (八景島) \| Hakkeijima (八景島) \| \| \| 8,1 \| Uminokōen-Shibaguchi \| Uminokōen-Shibaguchi \| \| \| \| (海の公園柴口) \| \| \| \| 8,8 \| Uminokōen-Minamiguchi \| Uminokōen-Minamiguchi \| \| \| \| (海の公園南口) \| \| \| \| 9,6 \| Nojimakōen (野島公園) \| Nojimakōen (野島公園) \| \| \| \| Hirakata-Bucht \| \| \| \| 10,6 \| Kanazawa-hakkei \| Kanazawa-hakkei \| \| \| 10,8 \| Kanazawa-hakkei (金沢八景) \| Kanazawa-hakkei (金沢八景) \| \| \| \| ↔ Keikyū-Hauptlinie \| \| \| \| \| ↓ Keikyū Zushi-Linie \| \| |                       |                             |                             |
| Strecke quer · Bahnhof quer |                       | ↔ Negishi-Linie             | ↔ Negishi-Linie             |
| U-Bahn-Strecke von links · U-Bahn-Kopfbahnhof Streckenende und quer | 0,0                   | Shin-Sugita (新杉田)        | Shin-Sugita (新杉田)        |
| U-Bahn-Haltepunkt / Haltestelle | 1,3                   | Nambu-Shijō (南部市場)      | Nambu-Shijō (南部市場)      |
| U-Bahn-Haltepunkt / Haltestelle | 2,2                   | Torihama (鳥浜)             | Torihama (鳥浜)             |
| U-Bahn-Haltepunkt / Haltestelle | 2,8                   | Namiki-Kita (並木北)        | Namiki-Kita (並木北)        |
| U-Bahn-Brücke über Wasserlauf |                       | Tomioka-gawa                | Tomioka-gawa                |
| U-Bahn-Haltepunkt / Haltestelle | 3,5                   | Namiki-chūō (並木中央)      | Namiki-chūō (並木中央)      |
| U-Bahn-Abzweig geradeaus und nach links · U-Bahn-Betriebsstelle Streckenende und quer |                       | Depot                       | Depot                       |
| U-Bahn-Haltepunkt / Haltestelle | 4,3                   | Sachiura (幸浦)             | Sachiura (幸浦)             |
| U-Bahn-Haltepunkt / Haltestelle | 5,0                   | Sangyōshinkō Center         | Sangyōshinkō Center         |
| U-Bahn-Strecke |                       | (産業振興センター)          | (産業振興センター)          |
| U-Bahn-Haltepunkt / Haltestelle | 5,6                   | Fukuura (福浦)              | Fukuura (福浦)              |
| U-Bahn-Haltepunkt / Haltestelle | 6,3                   | Shidai-Igakubu (市大医学部) | Shidai-Igakubu (市大医学部) |
| U-Bahn-Brücke über Wasserlauf |                       | Shiba-Fischereihafen        | Shiba-Fischereihafen        |
| U-Bahn-Haltepunkt / Haltestelle | 7,5                   | Hakkeijima (八景島)         | Hakkeijima (八景島)         |
| U-Bahn-Haltepunkt / Haltestelle | 8,1                   | Uminokōen-Shibaguchi        | Uminokōen-Shibaguchi        |
| U-Bahn-Strecke |                       | (海の公園柴口)              | (海の公園柴口)              |
| U-Bahn-Haltepunkt / Haltestelle | 8,8                   | Uminokōen-Minamiguchi       | Uminokōen-Minamiguchi       |
| U-Bahn-Strecke |                       | (海の公園南口)              | (海の公園南口)              |
| U-Bahn-Haltepunkt / Haltestelle | 9,6                   | Nojimakōen (野島公園)       | Nojimakōen (野島公園)       |
| U-Bahn-Brücke über Wasserlauf |                       | Hirakata-Bucht              | Hirakata-Bucht              |
| ehemaliger U-Bahn-Bahnhof | 10,6                  | Kanazawa-hakkei             | Kanazawa-hakkei             |
| U-Bahn-Kopfbahnhof Streckenende | 10,8                  | Kanazawa-hakkei (金沢八景)  | Kanazawa-hakkei (金沢八景)  |
| Strecke quer · Bahnhof quer · Abzweig quer und von rechts |                       | ↔ Keikyū-Hauptlinie         | ↔ Keikyū-Hauptlinie         |
| Strecke |                       | ↓ Keikyū Zushi-Linie        | ↓ Keikyū Zushi-Linie        |

Die Kanazawa Seaside Line (jap. 金沢シーサイドライン, Kanazawa shīsaido rain) ist eine automatisierte Bahnlinie (Peoplemover) des Typs Mitsubishi Crystal Mover. In der japanischen Stadt Yokohama verbindet sie die Stadtbezirke Isogo und Kanazawa miteinander. Ihre Strecke verläuft überwiegend der Bucht von Tokio entlang.

## Streckenbeschreibung
Nördlicher Ausgangspunkt der 10,8 km langen Strecke ist der Bahnhof Shin-Sugita, wo auf die Negishi-Linie von JR East umgestiegen werden kann. Die Strecke verläuft zunächst parallel zur Wangan-Route der Stadtautobahn Tokio und durchquert ein durch Landgewinnung geschaffenes Industriegebiet. Dort stehen Betriebe und Niederlassungen unter anderem von IHI, Toshiba, Kawasaki Heavy Industries, Mitsubishi Heavy Industries, Toyota und River Steel sowie eine Großmarkthalle und der Mitsui Outlet Park. Südlich der Station Namiki-chūō zweigt eine kurze Betriebsstrecke zum Depot ab.
Anschließend entfernt sich die Strecke von der Autobahn und führt durch ein gemischtes Gewerbe- und Wohngebiet zum städtischen Universitätskrankenhaus. An der Küste angelangt, wendet sie sich nach Westen und umrundet den östlichen Teil der Hirakata-Bucht, wobei sie unter anderem den Vergnügungspark Yokohama Hakkeijima Sea Paradise erschließt. Bei der Station Nojimakōen folgt sie einem kurzen Kanal und überbrückt unmittelbar darauf den westlichen Teil der Hirakata-Bucht. Sie endet in einem Hochbahnhof über dem Vorplatz des Bahnhofs Kanazawa-hakkei, wo eine Umsteigemöglichkeit zur Keikyū-Hauptlinie besteht.

## Technik
Das Bahnsystem ist ein Automated Guideway Transit (Peoplemover) des Typs Crystal Mover von Mitsubishi Heavy Industries, das dem französischen VAL-System nachempfunden ist. Die Fahrzeuge verkehren mit gummibereiften Rädern auf einem speziellen Fahrweg aus Beton. Die Spurführung erfolgt durch Rollen an seitlich angebrachten Führungsschienen, die 1700 mm auseinander liegen. Der Bahnstrom mit 750 V Gleichspannung wird über seitlich bestrichene Leitungen zugeführt. Alle zurzeit verwendeten Triebwagen gehören zur Baureihe 2000, hergestellt von Tōkyū Sharyō bzw. der Nachfolgegesellschaft Japan Transport Engineering Company. Sie sind 8 m lang, 2,42 m breit und 3,344 m hoch. Jeweils fünf Wagen werden zu einem 40 m langen Triebzug zusammengekoppelt, der eine Höchstgeschwindigkeit von 60 km/h erreicht und 236 Fahrgästen Platz bietet. Die insgesamt 18 Triebzüge ersetzten in den Jahren 2011 bis 2014 die Vorgängermodelle der Baureihe 1000, die seit der Streckeneröffnung eingesetzt worden waren.
Die unbemannten Züge verwenden ein automatisches Zugsicherungssystem (ATC) und ein automatisches Zugbetriebssystem (ATO), es ist kein Personal an Bord. In den ersten Jahren verkehrten die Züge im Einmannbetrieb mit einem Triebfahrzeugführer. Nach zwei Jahre dauernden Tests erfolgte 1994 die Umstellung auf automatisierten Betrieb.

## Zugangebot
Tagsüber an Werktagen sowie an Wochenenden und Feiertagen verkehren die Züge im Zehn-Minuten-Takt, während der morgendlichen Hauptverkehrszeit alle vier Minuten und während der abendlichen Hauptverkehrszeit alle fünf Minuten. Sie befahren in der Regel die gesamte Strecke, mit Ausnahme einzelner Ein- und Ausrückfahrten zum Depot bei Namiki-chūō. Die Fahrtzeit von einem Streckenende zum anderen beträgt 25 Minuten. Zusätzliche Züge fahren während der Neujahrsnacht und während der Goldenen Woche.

## Betreibergesellschaft
Die zuständige Betreibergesellschaft ist die Yokohama Seaside Line Co., Ltd. (jap. 株式会社横浜シーサイドライン, Kabushiki-gaisha Yokohama shīsaidorain) mit Sitz in Yokohama, bis 2013 Yokohama New Transit Co., Ltd. (横浜新都市交通株式会社, Yokohama Shintoshi Kōtsū Kabushiki-gaisha) genannt. Sie wurde am 22. April 1983 gegründet und verfügt über ein Aktienkapital von 10,1 Milliarden Yen. Hauptaktionär ist die Stadt Yokohama mit einem Anteil von 63 %; ebenfalls beteiligt sind 43 Unternehmen mit einem Anteil von zusammen 37 %, darunter die Eisenbahnunternehmen Keikyū und Seibu Tetsudō.

## Geschichte
Die in den Jahren 1973 und 1981 veröffentlichten Stadtentwicklungspläne sahen die Erschließung neuer Stadtteile vor, die durch Landgewinnung in der Bucht von Tokio entstanden. Dafür vorgesehen war ein Verkehrsmittel mittlerer Kapazität. Das damalige Bau- und Verkehrsministerium bevorzugte neuartige Technologie und entschied sich nach einem Ausschreibungsverfahren für das Angebot des Konsortiums Yokohama New Transit. Zu diesem gehörten Mitsubishi Heavy Industries, Tōkyū Sharyō, Niigata Engineering und Nippon Sharyō.
Am 15. November 1984 begannen die Bauarbeiten am bereits zuvor genehmigten Abschnitt zwischen Namiki-chūō und Fukuura, die Inbetriebnahme war für das Jahr 1987 geplant. Lokale Interessengruppen und Landbesitzer protestierten jedoch gegen die Überquerung der Hirakata-Bucht zwischen Nojimakōen und Kanazawa-hakkei sowie die Eindeichung des Nojima-Kanals. Darüber hinaus beschloss die Stadt Yokohama als Reaktion auf einen Antrag des Einkaufsviertels beim Bahnhof Kanazawa-hakkei, den Bahnhofsvorplatz zu sanieren, was den Grundstückserwerb verzögerte. Aus diesen Gründen teilte der Bürgermeister Yokohamas am 1. März 1985 mit, dass die Fertigstellung sich um zwei Jahre verzögern würde.
Aufgrund weiterer Verzögerungen wurde die Strecke erst am 5. Juli 1989 eröffnet. Die südliche Endstation beim Keikyū-Bahnhof Kanazawa-hakkei konnte vorerst nicht wie geplant gebaut werden, sodass rund 200 m vom eigentlich vorgesehenen Standort entfernt eine temporäre Station errichtet werden musste. Wegen langer Zeit unüberbrückbarer Differenzen nahm die Stadtverwaltung die Planung des noch fehlenden Teilstücks erst nach mehr als zwei Jahrzehnten wieder auf. Erst 2015 begannen die Arbeiten, um die Strecke definitiv an den Keikyū-Bahnhof anzuschließen. Mit dreijähriger Verspätung ging der Abschnitt am 31. März 2019 vorerst eingleisig in Betrieb, am 14. Februar 2021 auch zweigleisig.

## Liste der Bahnhöfe

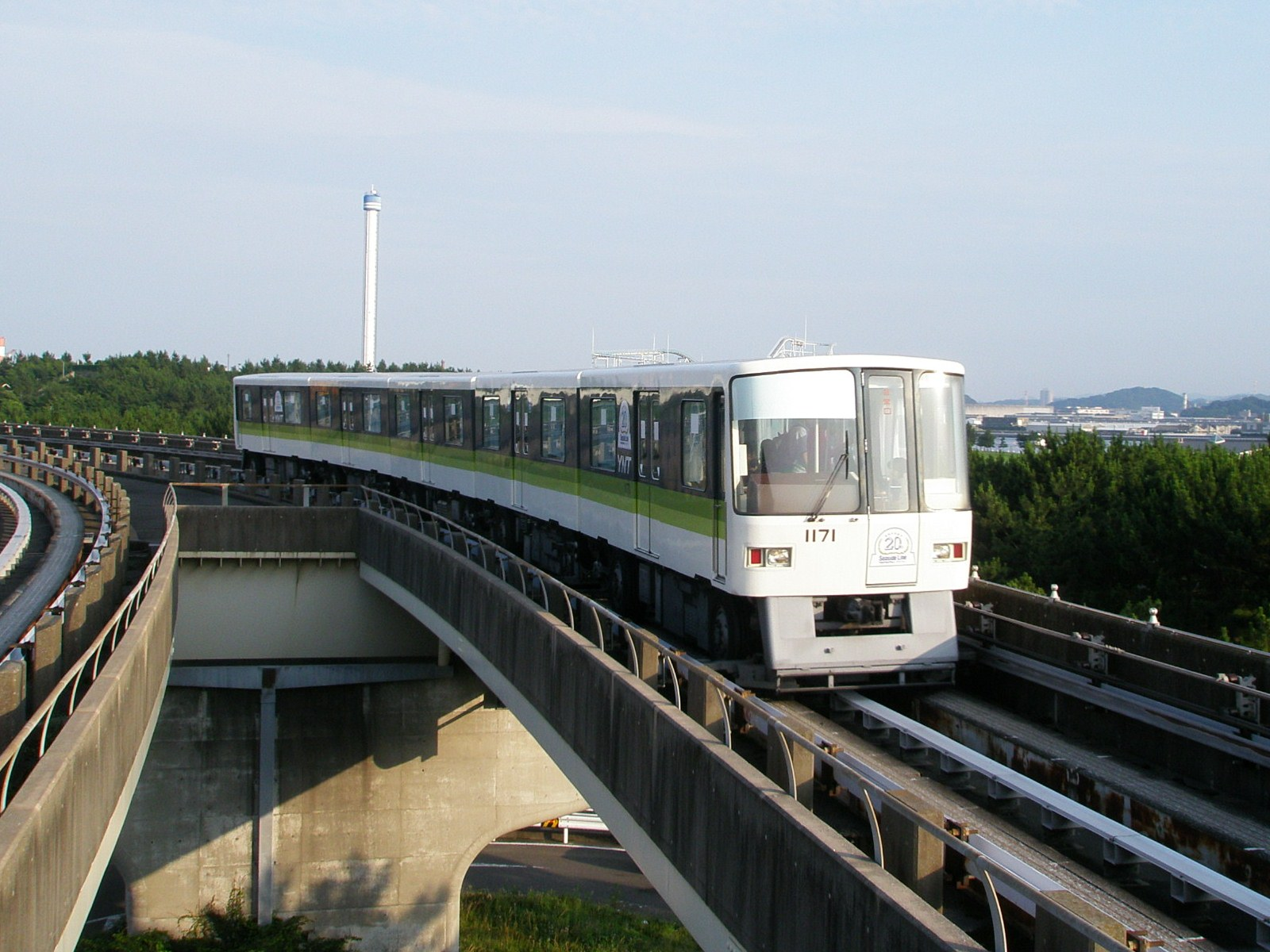
Zug der Baureihe 1000

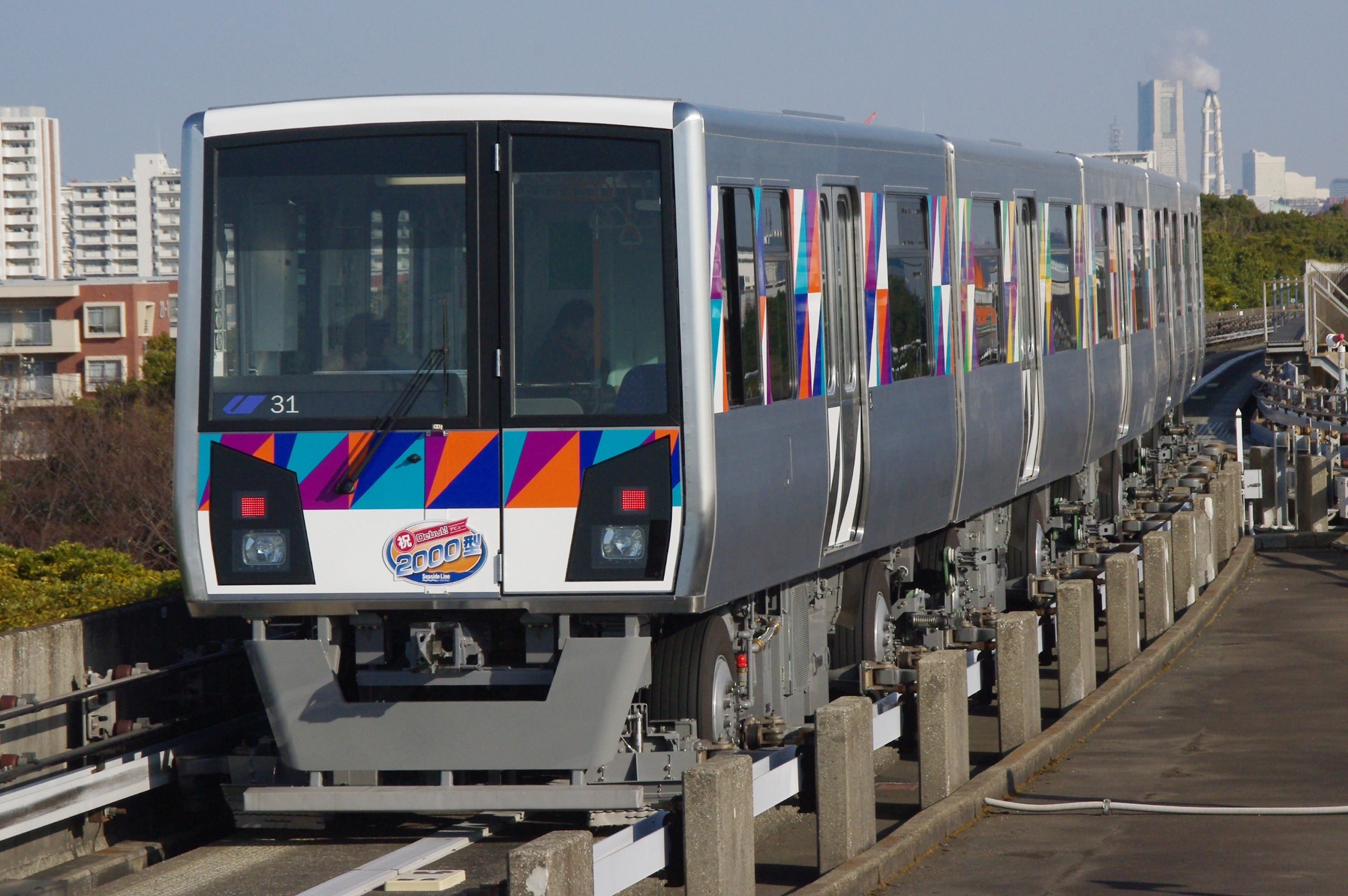
Zug der Baureihe 2000

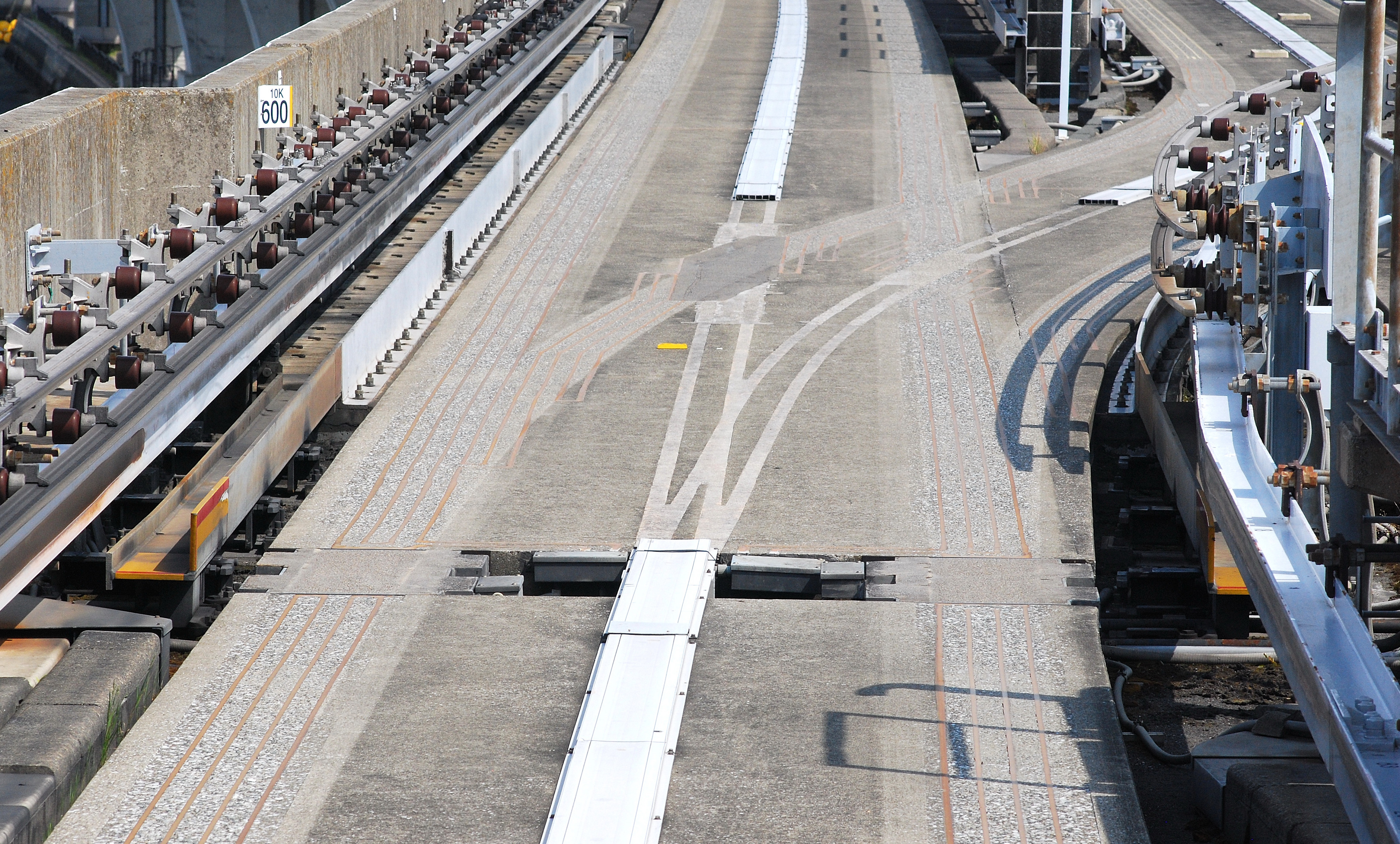
Ansicht des Fahrwegs

| Name | Name                                   | km   | Anschlusslinien                                 | Lage   | Ort                   |
| ---- | -------------------------------------- | ---- | ----------------------------------------------- | ------ | --------------------- |
| 01   | Shin-Sugita (新杉田)                   | 00,0 | Negishi-Linie im Bhf. Sugita: Keikyū-Hauptlinie | Koord. | Isogo-ku, Yokohama    |
| 02   | Nambu-Shijō (南部市場)                 | 01,3 |                                                 | Koord. | Kanazawa-ku, Yokohama |
| 03   | Torihama (鳥浜)                        | 02,2 |                                                 | Koord. | Kanazawa-ku, Yokohama |
| 04   | Namiki-Kita (並木北)                   | 02,8 |                                                 | Koord. | Kanazawa-ku, Yokohama |
| 05   | Namiki-chūō (並木中央)                 | 03,5 |                                                 | Koord. | Kanazawa-ku, Yokohama |
| 06   | Sachiura (幸浦)                        | 04,3 |                                                 | Koord. | Kanazawa-ku, Yokohama |
| 07   | Sangyōshinkō Center (産業振興センター) | 05,0 |                                                 | Koord. | Kanazawa-ku, Yokohama |
| 08   | Fukuura (福浦)                         | 05,6 |                                                 | Koord. | Kanazawa-ku, Yokohama |
| 09   | Shidai-Igakubu (市大医学部)            | 06,3 |                                                 | Koord. | Kanazawa-ku, Yokohama |
| 10   | Hakkeijima (八景島)                    | 07,5 |                                                 | Koord. | Kanazawa-ku, Yokohama |
| 11   | Uminokōen-Shibaguchi (海の公園柴口)    | 08,1 |                                                 | Koord. | Kanazawa-ku, Yokohama |
| 12   | Uminokōen-Minamiguchi (海の公園南口)   | 08,8 |                                                 | Koord. | Kanazawa-ku, Yokohama |
| 13   | Nojimakōen (南部市場)                  | 09,6 |                                                 | Koord. | Kanazawa-ku, Yokohama |
| 14   | Kanazawa-hakkei (金沢八景)             | 10,8 | Keikyū-Hauptlinie                               | Koord. | Kanazawa-ku, Yokohama |